# وليام لوفتس
وليام لوفتس (بالإنجليزية: William Loftus)‏ ويليام كينيت لوفتوس (27 نوفمبر 1858-13 نوفمبر 1820، لينتون، كينت). كان جيولوجي بريطاني، عالم الطبيعة، المستكشف ودارس الحفريات والآثار، اكتشف مدينة أوروك السومرية القديمة عام 1849.
أُحضر لوفتوس من راي، وذهب إلى المدرسة في نيوكاسل بمدرسة النحو الملكي . في 1840 كمبريدج درس الجيولوجيا، وكان مقيما في كيوس كلية. في عام 1845 تزوج شارلوت Thulbourne. من 1849 شغل منصب جيولوجي وعالم الطبيعة مع اللجنة الحكومية البريطانية للحدود التركية الفارسية، تحت قيادة الكولونيل وليامز . أعطى لوفتس وصديقه هنري تشرشل أدريان الفرصة لزيارة المواقع الأثرية.